# Espagne au Concours Eurovision de la chanson 1992
L'Espagne a participé au Concours Eurovision de la chanson 1992 le 9 mai à Malmö, en Suède. C'est la 32e participation espagnole au Concours Eurovision de la chanson.
Le pays est représenté par le chanteur Serafín Zubiri et la chanson Todo esto es la música (en), sélectionnés en interne par la TVE.

## Sélection interne
Le radiodiffuseur espagnol, Televisión Española (TVE), choisit en interne l'artiste et la chanson représentant l'Espagne au Concours Eurovision de la chanson 1992.
| Artiste        | Chanson                     | Langue   | Traduction               |
| -------------- | --------------------------- | -------- | ------------------------ |
| Serafín Zubiri | Todo esto es la música (en) | Espagnol | Tout ceci est la musique |

Lors de cette sélection, c'est la chanson Todo esto es la música, interprétée par Serafín Zubiri, qui fut choisie. Le chef d'orchestre sélectionné pour l'Espagne à l'Eurovision 1992 est Eduardo Leiva.

## À l'Eurovision

### Points attribués par l'Espagne
| 12 points | Malte       |
| 10 points | Israël      |
| 8 points  | Islande     |
| 7 points  | Pays-Bas    |
| 6 points  | France      |
| 5 points  | Royaume-Uni |
| 4 points  | Danemark    |
| 3 points  | Belgique    |
| 2 points  | Autriche    |
| 1 point   | Irlande     |

### Points attribués à l'Espagne
| 12 points | 10 points | 8 points                | 7 points           | 6 points                                                 |
| --------- | --------- | ----------------------- | ------------------ | -------------------------------------------------------- |
|           |           |                         | - Italie           | - France                                                 |
| 5 points  | 4 points  | 3 points                | 2 points           | 1 point                                                  |
| - Norvège | - Grèce   | - Finlande - Luxembourg | - Autriche - Malte | - Belgique - Danemark - Pays-Bas - Royaume-Uni - Turquie |

Serafín Zubiri interprète Todo esto es la música en première position lors de la soirée du concours, précédant la Belgique.
Au terme du vote final, l'Espagne termine 14e sur 23 pays participants, ayant reçu 37 points au total,.